# Sainte-Marie, Ardennes
Sainte-Marie är en kommun i departementet Ardennes i regionen Grand Est (tidigare regionen Champagne-Ardenne) i nordöstra Frankrike. Kommunen ligger  i kantonen Vouziers som ligger i arrondissementet Vouziers. År 2022 hade Sainte-Marie 78 invånare.

## Befolkningsutveckling
Antalet invånare i kommunen Sainte-Marie
Referens: INSEE